# Farmer Managed Natural Regeneration
Farmer Managed Natural Regeneration (FMNR) ist eine Wiederaufforstungstechnik. Sie wurde vom australischen Agrarökonomen Tony Rinaudo entdeckt und in Westafrika in den 1980er und 1990er Jahren entwickelt. Sie wird unter anderem im Niger, Tschad, Burkina Faso, Äthiopien, Kenia und Mali praktiziert. Die Technik ist einfach, kostengünstig und hat das Potenzial, ganze Regionen wieder zu begrünen und auch den Lebensstandard der Bevölkerung zu verbessern.
In Niger wurden seit Mitte der 80er Jahre 200 Millionen Bäume auf 50.000 Quadratkilometern mit Hilfe dieser Methode hochgezogen, und im Süden Äthiopiens wurden in der Region Humbo 27 Quadratkilometer Land wieder aufgeforstet. Ein Experte vom World Resources Institute spricht von der „wohl größte[n] Umweltveränderung in Afrika in den letzten hundert Jahren“.

## Praxis
FMNR beruht auf der Regeneration natürlich vorhandener, lebender Baumstümpfe, Baumwurzeln und Samen. Obwohl die Baumstümpfe tot wirken können, bieten sie ein großes Potenzial für schnelles Baumwachstum. Durch besonderen Schutz und Pflegemaßnahmen bilden diese leichter neue Sprossen, von denen durch Ausschneiden die stärksten im Wachstum begünstigt werden. In der Region Maradi (Niger) stellten sich vor allem die Baumarten Piliostigma reticulatum, Guiera senegalensis, Acacia albida, Annona senegalensis und Combretum glutinosum als geeignet heraus.

## Vorteile und Beschränkungen des Verfahrens
Vorteile sind:
1. Wachstum von Brennholz und Holz zum Eigennutz und Verkauf
2. Rekultivierung von degradierten Flächen
3. Erhöhung der Biodiversität
4. Reduzierter Aufwand für Bewässerung und Dünger
5. Verbesserung der Ernteerträge und Viehwirtschaft – Bäume spenden Schatten, schützen so vor Sonne und Austrocknung des Bodens, durch Wald entsteht auch Viehfutter.
6. Verbesserung der Lebensqualität – Wald schützt vor Wind, Wetter und Staub und verbessert das Mikroklima und spendet Schatten.
7. Beworben wird das Verfahren durch Mundpropaganda der beteiligten Bauern.

Als Beschränkungen werden genannt:
1. Konkurrenz zu herkömmlichen Aufforstungsprogrammen mit Neupflanzung.
2. Noch lebende Baumstümpfe und Schösslinge geeigneter Arten müssen vorhanden sein.
3. Bei Dürre werden zahlreiche Gehölze dafür verwendet, Viehfutter zu gewinnen, jedoch sind die Bäume leicht restrukturierbar.
4. In entlegenen Regionen wirtschaftlich nicht so interessant, bei überregional großem Brennholzmangel bleibt der wirtschaftliche Vorteil erhalten.
5. Herkömmliche Bewirtschaftungsweise und einige Landwirtschaftsgesetze (Verbot des Fällens von Bäumen) müssen angepasst werden.